# Доміція Лепіда Старша
Доміція Лепіда Старша (19 рік до н. е. — 59 рік н. е.) — давньоримська матрона, тітка імператора Нерона.

## Життєпис
Походила з роду нобілів Доміцієв. Донька Луція Доміція Агенобарба, консула 16 року до н. е., та Антонії Старшої.
Її першим чоловіком був Децим Гатерій Агріппа, консул 22 року. У 20 році народила сина Квінта, який отримав свій когномен від бабусі Антонії. У 32 році Гатерій був страчений.
Другий чоловік Доміції — Квінт Юній Блез, консул-суфект 28 року. В цьому шлюбі також народила сина.
Після цього була одружена з оратором Гаєм Саллюстій Кріспом Пассіеном, який виступав як адвокат Доміції у майновому спорі з її братом Гнеєм Агенобарбом. Мала від нього сина. У 41 році Крісп розлучився з Доміцією, щоб одружитися з Агрипіною. Це призвело до тривалої ворожнечі між жінками.
У 55 році вільновідпущеники Доміції — Атіпет і Парід — висунули проти Агрипіни серйозні звинувачення у підготовці заколоту, проте не зуміли їх довести. У 59 році тяжкохвора Доміція була отруєна за наказом Нерона, який бажав отримати у спадок її маєтки у Байях і під Равенною.

## Родина
1. Чоловік — Децим Гатерій Агріппа, консул 22 року.
Діти:
- Квінт Гатерій Антонін, консул 53 року.

2. Чоловік — Квінт Юній Блез, консул-суфект 28 року.
Діти:
- Квінт Юній Блез, легат Лугдунської Галії у 69 роц.

3. Чоловік — Гай Саллюстій Крісп Пассієн, консул 44 року.
Діти: 
- Гай Саллюстій